# 大川貴史
大川 貴史（おおかわ たかし、1972年8月14日 - ）は、元東京メトロポリタンテレビジョン（TOKYO MX）常務取締役営業本部長、編成制作本部長兼任。

## 人物
立教中学校・立教高等学校、立教大学社会学部卒業。中高大と野球部に所属。立教大学野球部では川村丈夫（現：横浜DeNAベイスターズ投手コーチ）と同期、高校からの1年後輩に広池浩司がいるが、2人は主軸で自身は控えであった。
1995年に1期生として東京メトロポリタンテレビジョン（TOKYO MX）入社。営業部、CM運行部勤務を経て制作部のプロデューサーに移動し、様々な役職を経て（上記参照）常務取締役に昇進、2023年6月22日より現職。番組発のスターが最も多いとされる同局の看板番組である『5時に夢中！』を企画立案しプロデューサーを務めた。

## 担当番組

### 過去
全てプロデューサー職
- 5時に夢中!（2005年4月 - ）
- バラいろダンディ（2014年4月 - ）

#### スポーツ部時代
- 東京六大学野球中継
- 東京の窓から（AD 1999年4月-2000年3月）

#### 報道制作部時代
- ミュージックエフ（AD 2000年4月 - 2001年3月）
- 電リク! BEAT BOX!（AD 2000年4月 - 2001年3月、ディレクター 2001年4月 - 2001年12月）
- テレバイダー（2001年 - 2002年）
- BEAT BOX!（ディレクター 2002年1月 - 2002年6月）
- 5時の魔法使い（ディレクター 2002年7月 - 2002年12月）
- ゼベックオンライン（ディレクター 2003年1月 - 2005年3月）
- ハーフタイム（プロデューサー 2013年4月 - 2013年9月）
- 5時に夢中!サタデー（プロデューサー 2011年4月 - 2014年3月）
- ニッポン・ダンディ（プロデューサー 2012年10月 - 2014年3月）
- 週末めとろポリシャン♪（2013年1月 - 2017年3月）
- 淳と隆の週刊リテラシー（プロデューサー 2014年4月 - 2016年7月）
- 週刊リテラシー（2016年7月 - ）

## 著書
- 「視聴率ゼロ! 弱小テレビ局の帯番組『5時に夢中!』の過激で自由な挑戦」（新潮社、2016年10月）ISBN 978-4-1035-0461-0